# Nisip

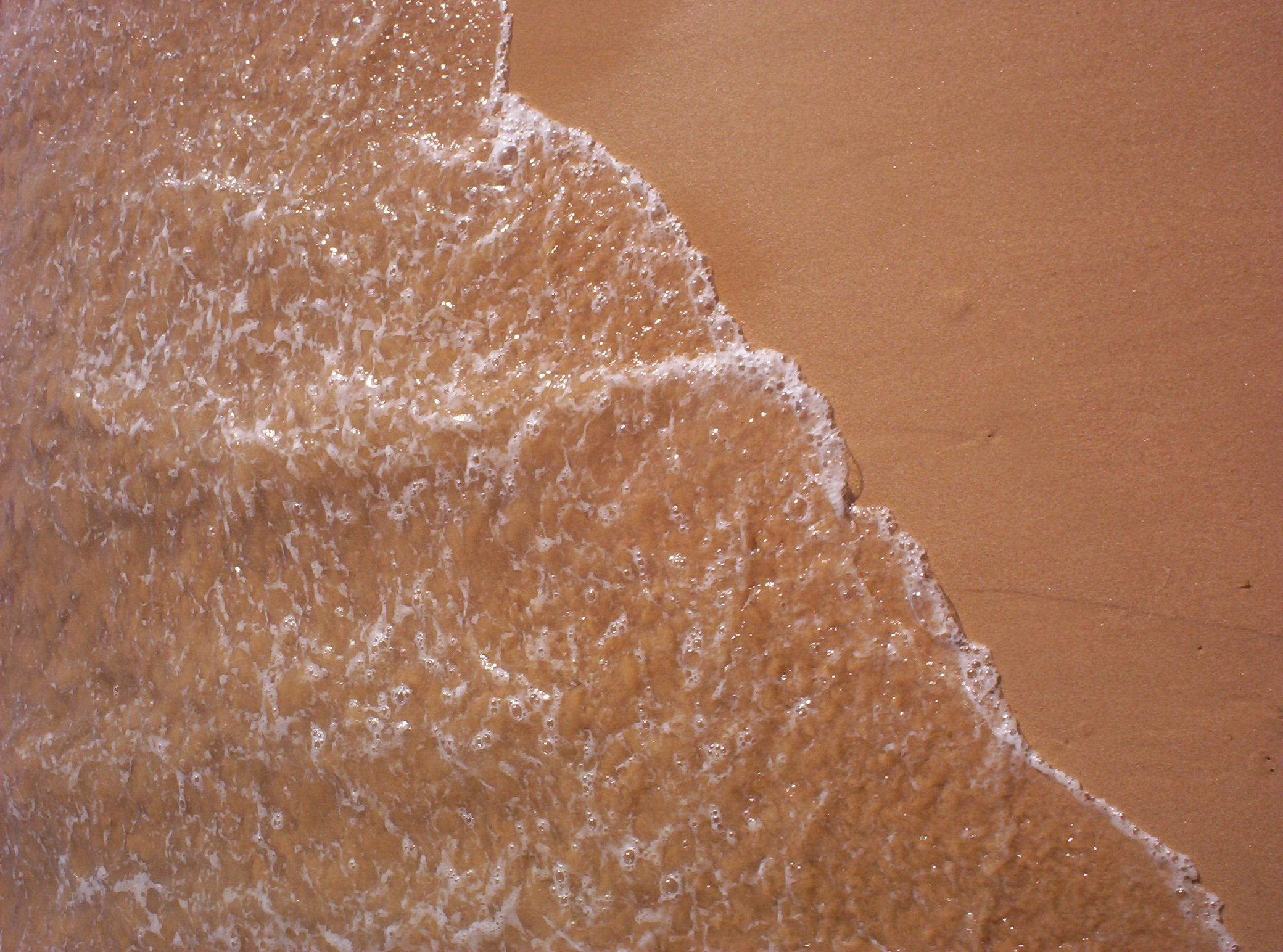
Ștrand cu nisip

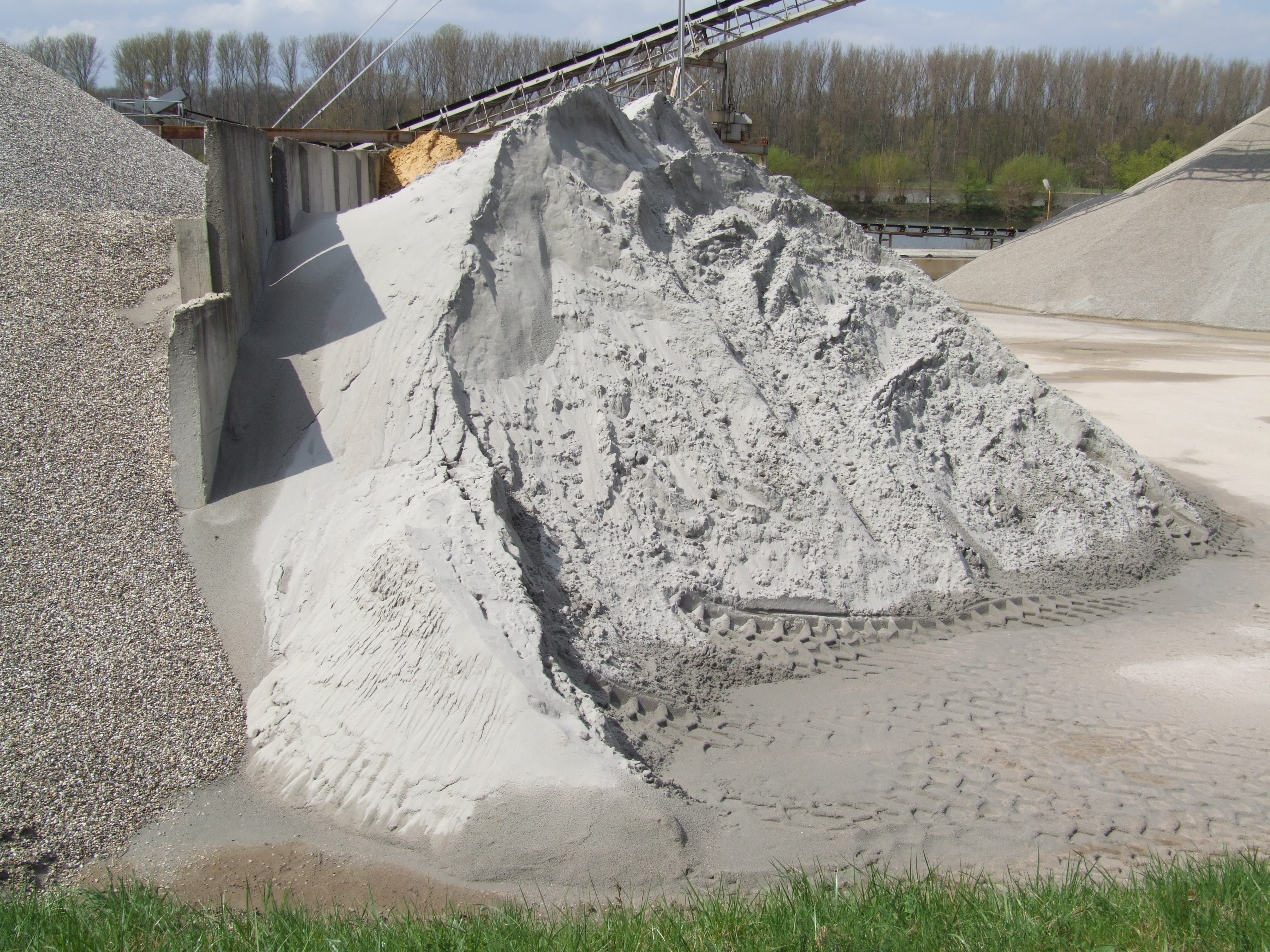
Nisip

Prin nisip se înțelege o rocă sedimentară neconsolidată, provenită din sfărâmarea unor minerale, roci sau organisme și care se prezintă sub forma unei acumulări de granule fine (0,063–2 mm).
Componentul principal al nisipului este cuarțul; mai rar conține minerale ca: monazit, casiterit, diamant, safir, granat ș.a.
Este utilizat ca material de construcție, în industria sticlei sau pentru extragerea unor componenți utili. Prin consolidare, nisipul se transformă în gresie.

## Formare

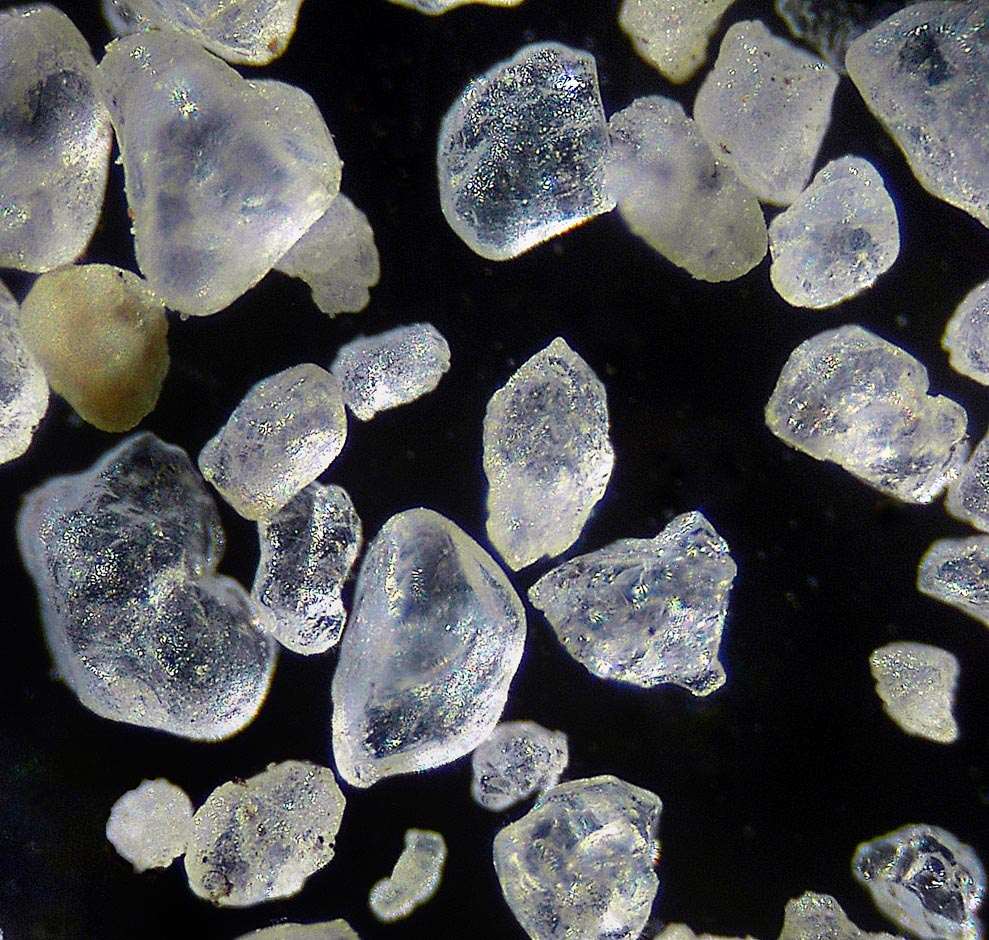
Granule de cuarț din nisip imagine mărită de 200 ori

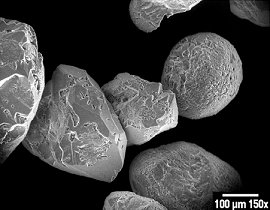
nisip

Nisipul se formează prin procese fizico-chimice, cauzate de acțiunea de erodare a intemperiilor asupra rocilor magmatice (ca granit) și metamorfice.
Prin acțiunea de eroziune a apei și vântului sunt transportate fragmentele mici desprinse din roci, suferind și o serie de transformări printr-o acțiune chimică asupra acestor particule care se vor uni între ele rezultând fragmente mai mari. 
Prin acțiunea mecanică fragmentele transportate vor avea forme rotunjite, acest proces de șlefuire este mai intens la fragmentele care sunt transportate pe distanțe mai mari și la rocile mai puțin dure. Frecvent, nisipul poate proveni din roci sedimentare ca gresia care a suferit deja un ciclul de eroziune-transport-depozitare (prin diageneză devenind rocă), care ciclu va fi reluat din nou. În timpul acestor cicluri, mineralele dure, ca de exemplu cuarțul, își păstrează mai bine structura inițială.
Când, prin diferite mișcări tectonice, rocile sunt aduse la suprafață, acestea sunt expuse acțiunilor de eroziune. Un astfel de ciclu poate dura cca. 200 milioane de ani. Un caz special este formarea nisipului din scheletele viețuitoarelor (scoici, corali), nisip care, din punct de vedere geologic, are o durată scurtă în comparație cu nisipurile bogate în silicați.
Nisipul este întâlnit în stare naturală pe plaje. El provine din scoicile aduse de mare sau de ocean pe mal. Procesul de sfărâmare este produs de oameni (călcând pe ele), de timp sau de expunerea la apa oceanului sau a mării și soare. Procesul poate dura între câțiva ani și câteva decenii, depinzând de locul și populația zonei.

## Structură
Părțile componente ale nisipului variază în funcție de rocile din care provin, cea mai mare a nisipului este constituită din fragmente de cuarț (SiO2) cauza fiind duritatea mare a cuarțului (pe scara Mohs = 7) care îl face rezistent la acțiunile fizico-chimice din timpul proceselor de eroziune. După structură nisipurile pot fi:
- nisipuri coraligene prezente pe atoli (insulele de corali) bogate în carbonat de calciu (CaCO3)
- nisipuri provenite din scoici bogate de asemenea în carbonat de calciu
- nisipuri bogate în olivină prezente pe plajele din Hawaii
- nisipuri vulcanice provenite din roci vulcanice ca bazalt, sau cenușă vulcanică (rezultată din erupții).

După mărimea granulelor de nisip:
| Nisip                  | Mărimea granulelor |
| ---------------------- | ------------------ |
| Nisip dur (grosier)    | 0,63 - 2 mm        |
| Nisip mijlociu (mediu) | 0,20 - 0,63 mm     |
| Nisip fin              | 0,063 - 0,20 mm    |

## Răspândire

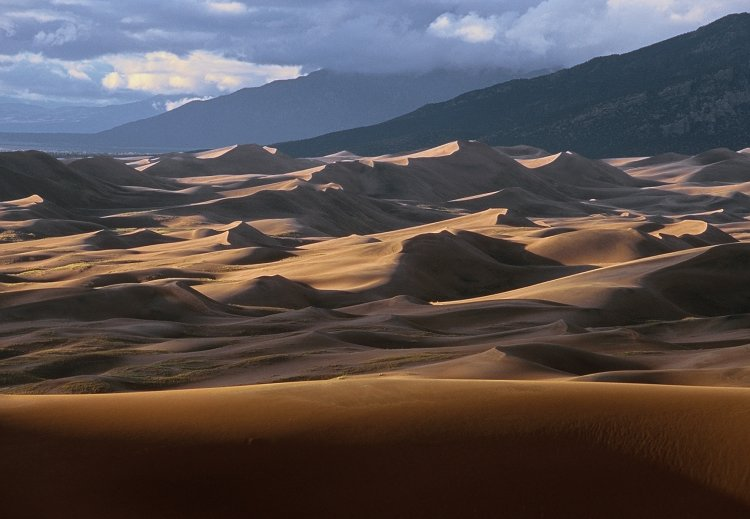
Dune de nisip în Great Sand Dunes National Park (Colorado, USA)

Nisipul este răspândit inegal pe suprafața pământului, fiind influențat de regiunile de climă, relief și constituția petrografică a regiunii. În munții înalți, nisipul se poate găsi numai izolat (în văile ghețarilor, și torenților) și în cantități mici. În regiunile carstice, nisipul bogat în carbonați se dizolvă în anumite condiții în apă, aceste nisipuri neavând din punct de vedere geologic o viață lungă (de exemplu coasta Croației).
În munții de înălțime medie, ca și regiunile de șes, acumulările cu nisip sunt mai frecvente în regiunea meandrelor, în zonele inundabile ale râurilor, sau în văile opuse vântului dominant, întrerupând transportul de nisip adus de vânt. Dar cantitățile cele mai mari de nisip se găsesc în regiunile deltă, pe plajele pe malul mărilor sau în regiunile de deșert ca Sahara, Kalahari, Gobi, unde nisipul se află sub forme de dune de nisip, care pot fi mobile sub acțiunea eoliană (a vântului).

## Importanța nisipului
Nisipul este utilizat în:

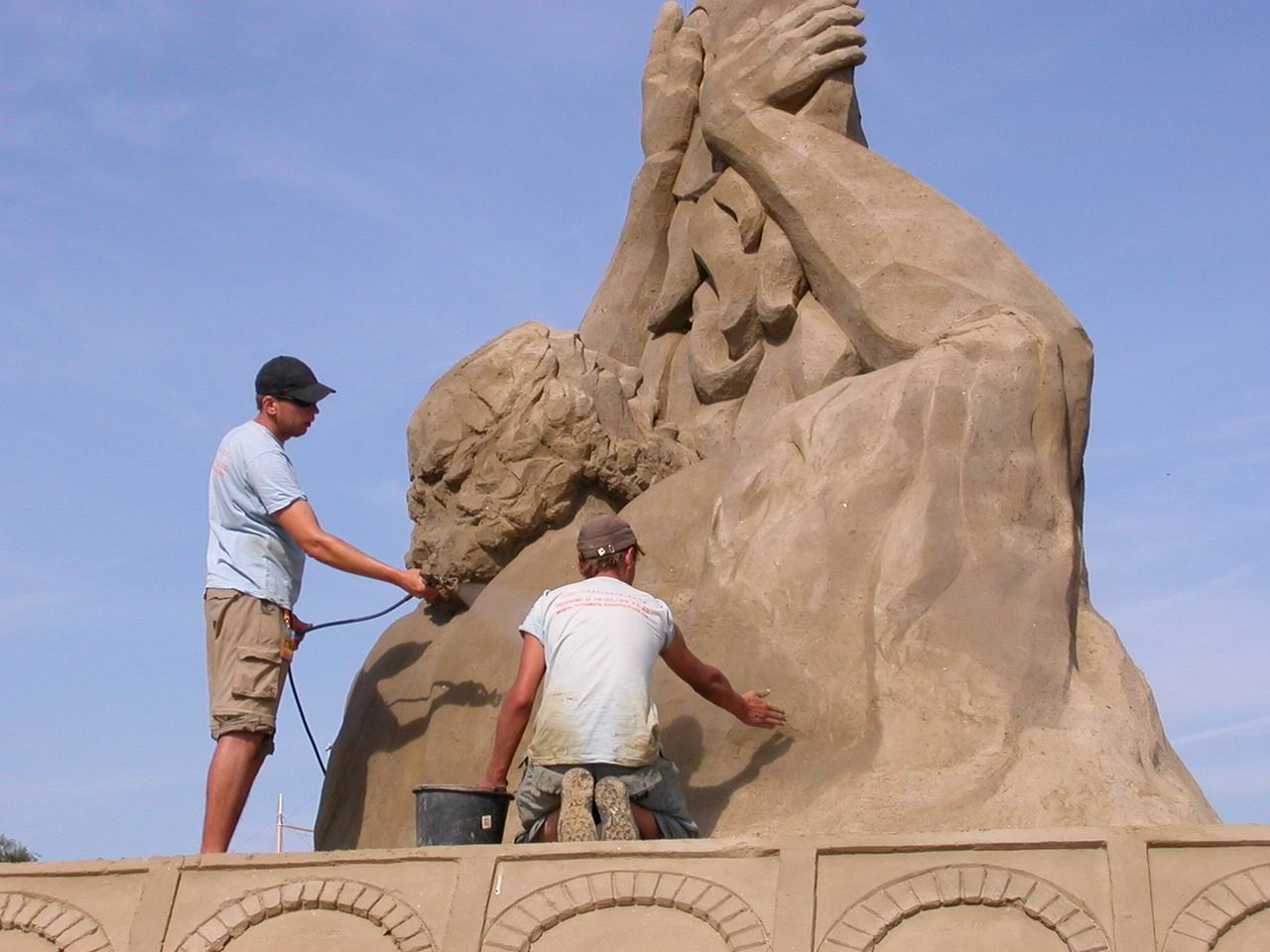
Modelarea unei sculpturi din nisip la Festivalul Sand World din 2003, în Lübeck-Travemünde

1. Materie primă în industria de sticlăriei
2. Nisipul bogat în cuarț este folosit în industria cimentului.
3. Industria construcțiilor folosește nisipul în producerea mortarului, sau pentru pavaje.
4. Gresia este folosită pentru ornarea fațadelor clădirilor.
5. Nisipuri bogate în bioxid de siliciu sunt folosite în producerea semiconductorilor.
6. Nisipul este folosit în industria abrazivilor.
7. Nisip este utilizat și ca formă (matrițe) în turnătorie.
8. Straturile de nisip servesc ca filtru în epurarea apelor uzate în procesul de recirculare a apei
9. Nisipul este important pe plajele sau ștrandurile de pe malul apelor dulci sau sărate.
10. Cutia cu nisip este un loc de joacă pentru copii.
11. Nisipul ud este un material pentru sculpturi, în acest scop fiind organizate concursuri artistice internaționale
12. Nisipul este folosit ca antiderapant pe timp de iarnă, sau se presară la nevoie pe șinele de cale ferată, pentru mărirea aderenței roților locomotivei la șine.
13. În secolul XVII și secolul XVIII era folosit nisip uscat pentru uscarea cernelii de pe hârtie.